# Peck Allmond
Peck Allmond (eigentlich John Peckworth, * 28. Juli 1962 in Rochester) ist ein US-amerikanischer Jazz-Multiinstrumentalist (Trompete, Saxophone, Flöte, Ventilposaune, Klarinetten, Mellophon, Euphonium) und Komponist.

## Leben und Wirken
Allmond wuchs in Berkeley auf, wo seine Familie ab 1969 lebte. Seine erste Trompete erhielt er von seinem Großvater Alden Webster, der in den 1920er Jahren professioneller Kornettist in den Bands von John Philip Sousa und Herbert Clarke war. Peck studierte mit Benny Green, Craig Handy, Peter Apfelbaum und Steven Bernstein im Jazzprogramm der  Berkeley High School. Nach Unterricht bei Warren Gale, John Coppola und Lawrie McGaw studierte er ab 1980 am New England Conservatory in Boston, u. a. bei Fred Hersch, John McNeil, Roswell Rudd und Robert Nagel. Er wirkte ferner bei Workshops des Art Ensemble of Chicago (1978), Charlie Haden (1981) und Dave Holland (1985) mit. 1982 kehrte Allmond nach Berkeley zurück, lernte autodidaktisch weitere Blech- und Holzblasinstrumente. 1986 erwarb er den Bachelor in Music an der University of California, Santa Cruz und lebte danach in San Francisco, wo er in den folgenden Jahren u. a. mit O.J. Ekemode and the Nigerian All-Stars, Jai Uttal & The Pagan Love Orchestra, Don Cherry (Multikulti 1991), Pharoah Sanders und Eddie Marshall arbeitete. Er war Mitglied von Peter Apfelbaums The New York Hieroglyphics und in Jephte Guillaumes Tet Kale Orkestra (Voyage Of Dreams). 1992 erschien sein selbst produziertes Debütalbum. 
1993 zog er nach Brooklyn; im Raum New York arbeitete er dann mit Oliver Lake, Billy Drummond, Julius Hemphill und dem Jazz Composers’ Collective. Außerdem leitete er eigene Formationen und komponierte; einige seiner Titel wurden vom Jackie McLean Quintet gespielt. 2003 wirkte er bei Josh Rosemans Album Treats for the Nightwalker mit. Unter eigenem Namen legte er die Alben Short Stories (2000, u. a. mit Doug Weiss und Kenny Wollesen) und Kalimba Collage (2004) vor. Allmond wirkte ferner bei Aufnahmen von  Dave Binney, Ray Brown, Steve Cutler, Craig Handy, Oliver Lake, Ray LaMontagne, Ed Reed und der Gruppe Orange Then Blue mit.